# Fase G1

Fasi del ciclo cellulare, in azzurro la fase G1

La fase G1 (G come gap, in inglese "intervallo") è in citologia la prima fase del ciclo cellulare, che dà inizio all'interfase dove in questa la cellula raddoppia le sue dimensioni e aumenta il numero di enzimi e organuli (come gli apparati di Golgi e i lisosomi).
È un periodo di intensa attività biochimica che ha inizio immediatamente dopo la nascita della cellula ed è seguita dalla fase S. Nella fase G1 il DNA si presenta al livello del nucleo con l'aspetto di cromosomi inter-fasci/mono-cromatidici, ponendo come esempio una cellula di un individuo umano vorrebbe dire che tutti quei 46 cromosomi che costituiscono il cariotipo (il patrimonio cromosomico) della specie si presentano sotto forma di una singola molecola di DNA lineare (cromatide o cromatidio).

## Caratteristiche
La cellula, appena uscita dal processo di mitosi e quindi avente dimensioni che ancora non sono consone ad affrontare la replicazione del DNA, accresce il suo volume e costruisce le strutture necessarie per sostenerlo: vengono perciò sintetizzati numerosi organuli ed in particolare si ha una elevata attività di sintesi di proteine e di RNA, questa fase è caratterizzata da i suddetti eventi genomici precoci che determinano la possibilità della cellula di andare avanti nel ciclo cellulare e quindi di entrare al livello della fase della mitosi oppure di arrestarsi e andare incontro a quella che viene definita apoptosi (che rappresenta la morte programmata della cellula). Inoltre nelle cellule animali i due centrioli, a differenza delle cellule vegetali, iniziano a separarsi e a duplicarsi. Al livello della fase G1 ed anche nella fase G2 la cellula elabora le informazioni che capta dall'ambiente esterno come ad esempio l'arrivo di segnali che possono essere dei fattori di crescita, soprattutto in fase G1.
Quindi per riassumere, in questa fase la cellula cresce, produce nuovi organuli, rinnova e aumenta le strutture membranose che derivano dal reticolo endoplasmatico come lisosomi, apparato del Golgi e vacuoli, sviluppa microtubuli e microfilamenti, accumula le molecole necessarie per la fase S. Verso la fine, nelle cellule animali iniziano a separarsi e a duplicarsi due centrioli, implicati nella produzione di microtubuli del fuso mitotico.
Il tempo di durata di questa fase è variabile, da pochi minuti a ore, che può dipendere a seconda sia del genere di organismo di cui fa parte e del tipo di cellula, tuttavia è sempre la più lunga a tal punto che, è proprio la durata di G1 a condizionare la durata dell'intero ciclo cellulare. Le cellule più comunemente usate per studiare il ciclo cellulare sono stati i fibroblasti (cellule del tessuto connettivo) il cui ciclo dura approssimativamente 24 ore, mentre al livello delle cellule umane ad esempio la fase G1 dura mediamente 9-11 ore.
Al livello del ciclo cellulare nei tessuti umani che hanno già subito un processo differenziativo e quindi possono definirsi maturi e si ritrovano al livello degli adulti, la fase G1 è caratterizzata dall'integrazione dei segnali che riceve dall'ambiente esterno, li elabora e li analizza decidendo se andare avanti con il ciclo cellulare e quindi portarsi alla fase di replicazione oppure no. Questa fase è fondamentale perché quando viene replicato il DNA, non è più possibile evitare la mitosi, quindi è nella fase G1 che viene decisa o meno la replicazione cellulare.
Negli organismi pluricellulari come l'uomo, alcune cellule prolungano enormemente la durata della fase G1, perché non sono presenti i segnali idonei a far partire la proliferazione oppure perché la cellula si è estremamente specializzata o per meglio dire differenziata e in quel particolare tessuto non è richiesta un'ulteriore crescita. Quando al livello della fase G1 viene deciso di non duplicare il DNA allora la cellula esce dal ciclo cellulare e si trova in una nuova fase che viene chiamata fase G0 (G zero), alcune cellule del nostro organismo vanno incontro a differenziamento terminale e quindi non si divideranno più, come ad esempio i neuroni e le cellule muscolari, rimangono per tutta la durata della loro vita al livello della fase G0. Altri tipi cellulari, quali ad esempio gli epatociti oppure i fibroblasti, stazionano per lunghi periodi in fase G0, ma se ricevono degli stimoli sufficienti possono mobilizzarsi dalla fase G0 e rientrare nel ciclo cellulare. È anche possibile che alcune cellule restino ferme nella fase G2, questa fase però ha una durata minore rispetto alla fase G1, di circa 4-6 ore.

## Regolazione del ciclo cellulare
Ci sono più varianti relative al ciclo cellulare, possono essere legate alla durata totale del ciclo, alla durata delle varie fasi o ai tempi tra mitosi e citocinesi. Il ciclo ha dei meccanismi che variano a seconda delle necessità e esigenze dello specifico tipo cellulare. La maggior parte di variazioni tempistiche sono spesso dovute a differenze in fase G1 o per passare da S a G2. Ci sono cellule con una fase G1 breve o addirittura inesistente (come ad esempio cellule embrionali degli insetti e anfibi che non hanno fase G1) mentre, come già detto, è possibile che alcune di esse entrino in fase G0, in cui le cellule possono passare giorni, mesi o anni. La regolazione del ciclo cellulare è fondamentale per garantire una giusta progressione di tutte le varie fasi, deve essere tale che tutte le fasi siano portate a termine in sequenza e in tempi corretti, deve assicurarsi che alla fine della fase la cellula sia idonea per quella successiva, inoltre deve rispondere alle condizioni esterne che avvertono bisogno di proliferare cellule. Ci sono molte molecole che permettono lo svolgimento di queste funzioni e agiscono nei punti di transizione centrali del ciclo cellulare. Alla fine della fase G1, ci sarà il primo punto di controllo o restrizione,  ed esso è un punto di controllo critico nel ciclo cellulare. È chiamato "punto di Start" o punto di restrizione per le cellule animali, per superarlo la cellula deve avere una certa quantità di nutrienti e una dimensione sufficientemente grande. Il passaggio in fase S è controllato da fattori di crescita i quali stimolano o inibiscono la proliferazione della cellula; le cellule che non superano questo punto restano temporaneamente o permanentemente in fase G0. La progressione del ciclo cellulare è mediata dalle chinasi ciclina-dipendenti (Cdk), ci sono più complessi Cdk-ciclina e quelle che permettono il passaggio da fase G1 a fase S quindi per passare il punto di start, sono dette cicline G1 quindi legate alle Cdk diventano le Cdk G1.

### Ritorno dalla fase G0 alla fase G1
Numerosi studi hanno dimostrato il comportamento cellulare in fase G0, e ciò è stato possibile grazie a studi con fattori di crescita; con l'assenza dei fattori di crescita è possibile notare l'uscita delle cellule dal ciclo e quindi un accumulo di cellule in fase G0, diversamente, l'aggiunta dei fattori di crescita determina il rientro delle cellule nel ciclo e quindi l'uscita dalla fase G0. La ciclina D è il principale mezzo con il quale si permette alla cellula di entrare in fase G1, di conseguenza avere cellule con una quantità elevata di ciclina D dovrebbe garantire una maggiore capacità proliferativa perché cellule di questo tipo hanno difficoltà a entrare in fase G1 e quindi ad uscire dal ciclo cellulare. Questo comportamento è stato ritrovato anche in più tumori, come alcuni linfomi o cancro alla mammella, le quali cicline D1 hanno ricevuto mutazioni che causano una presenza elevata e perenne di tale ciclina, e di conseguenza il ciclo cellulare sarà incontrollabile. Sono stati sviluppati alcuni farmaci anti-tumorali che hanno la funzione di inibire le Cdk4 e Cdk6.

### Meccanismi di checkpoint

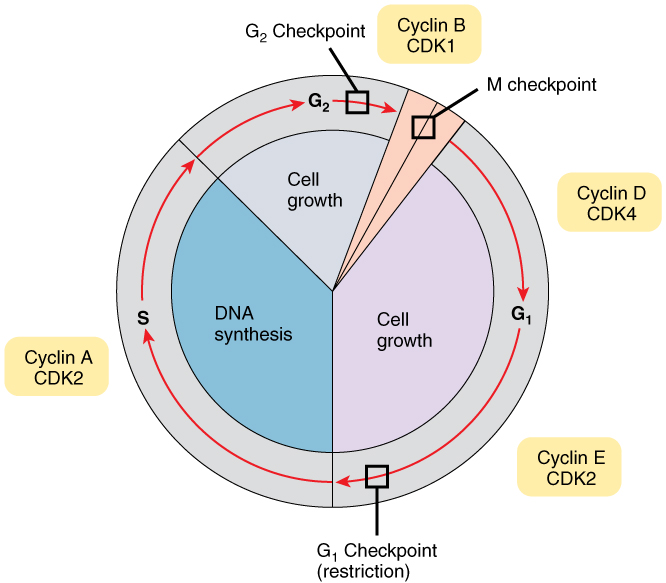
Checkpoint cellulari

Abbiamo detto che durante la fase G1 viene deciso il destino della cellula, ovvero viene deciso se questa continua il ciclo cellulare oppure si arresta. Questa decisione è data da un Checkpoint (punto di controllo) che si trova nella fase di transizione tra la fase G1 e la fase S, questo checkpoint rappresenta il momento in cui la cellula controlla se le condizioni sono favorevoli all'avvio della replicazione del DNA e quindi, possibilmente della mitosi. Innanzitutto la cellula controlla se ci sono abbastanza nutrienti per poter portare a termine con successo la replicazione del DNA e la produzione di due nuove cellule figlie, che include la sintesi di nuovi organelli, ribosomi e membrane cellulari. Se le condizioni non sono adatte a proseguire il ciclo cellulare, i checkpoint possono anche arrestarlo temporaneamente. Inoltre, la cellula in questo momento risente di una serie di segnali provenienti dall'esterno, in modo da coordinare la propria proliferazione con il resto del tessuto e dell'organismo. Questi segnali funzionano attivando il complesso Cdk-ciclina G1 cosi facendo si induce la progressione attraverso il punto di restrizione. Tra questi segnali, quelli più importanti sono i fattori di crescita, che inducono la proliferazione cellulare, le citochine ad azione citostatica, che inibiscono il passaggio in fase S, ma sono importanti anche i segnali di natura più complessa come l'inibizione da contatto (il processo in cui, quando le cellule crescono molto vicine le une alle altre, ad un certo punto cessano di proliferare), oppure la presenza di un micro-ambiente favorevole (come ad esempio una matrice extracellulare che favorisca l'adesione, che viene percepita dalle cellule come un ambiente adatto alla loro proliferazione).
Come detto precedentemente, al livello della fase di transizione G1 nei mammiferi ci sono dei sistemi di controllo che sono stati fondamentali per l'identificazione delle alterazioni che promuovono la proliferazione senza controllo delle cellule tumorali. In questa fase di transizione sono presenti una famiglia di fattori di trascrizione che son nominati con la sigla E2F, questi si associano ad un partner appartenente al gruppo di proteine DP1 ed insieme si legano al DNA formano il complesso E2F-DP1, a questo complesso può associarsi una proteina che viene chiamata proteina del retinoblastoma (identificata con la sigla pRb). La proteina pRb è il prodotto di un gene oncosoppressore "tumor suppressor", agisce bloccando il ciclo cellulare ed è colei che impedisce la proliferazione di cellule tumorali. La presenza della proteina pRb fu dichiarata da Alfred Knudson alla fine degli anni novanta precisamente nel 1971.